# Kehlbach (Andelsbach)
Der Kehlbach ist ein 16 Kilometer langer Bach im Flusssystem der oberen Donau im Landkreis Sigmaringen im südlichen Baden-Württemberg, der bei Bittelschieß in der Gemeinde Krauchenwies von links und Süden in den Unterlauf des Andelsbachs mündet, einen ebenfalls nordwärts laufenden Ablach-Zufluss.

## Geographie

### Verlauf
Der Kehlbach entsteht unmittelbar nördlich der Europäischen Hauptwasserscheide westlich von Rothenlachen, einem Ortsteil von Wald, bei 669 Meter über Normalnull, durch die Vereinigung zweier kleiner Quellbäche. Ein Kilometer südwestlich dieses Quellgebietes liegt das Quellgebiet des Lindenbachs, eines weiteren Zuflusses der Ablach, im Egelseemoor.
Auf seinem Weg passiert der Kehlbach Hippetsweiler und Gaisweiler, einen Ortsteil von Pfullendorf. Der Kehlbach trägt zusammen mit eindringendem Grundwasser zur Speisung des Seepark Linzgau westlich von Pfullendorf bei. Hier ändert er seine bisher östliche Fließrichtung und fließt Richtung Norden in einem breiten Tal, einer natürlichen Aushebung einer eiszeitlichen Moräne. Das Kehlbachtal entstand beim Rückzug des Rheingletschers am Ende der letzten Kaltzeit, der so genannten Würm-Kaltzeit. Das abfließende Schmelzwasser schotterte die alten Täler auf, leistete kräftige seitliche Erosion und schuf so die heutige Kastenform.

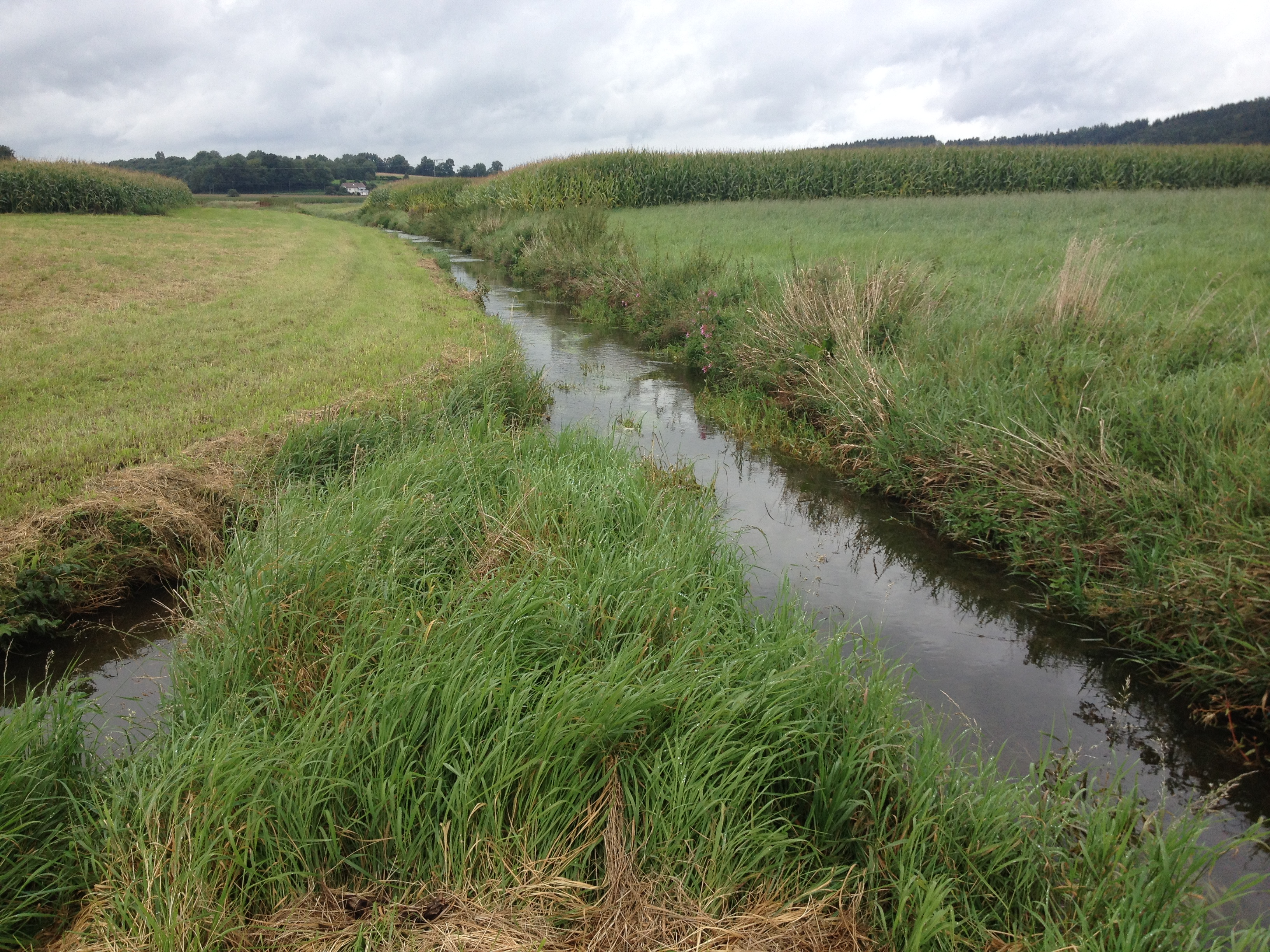
Mündung des Burraubachs (von links unten) in den Kehlbach (von rechts unten nach links oben), im Hintergrund Otterswang

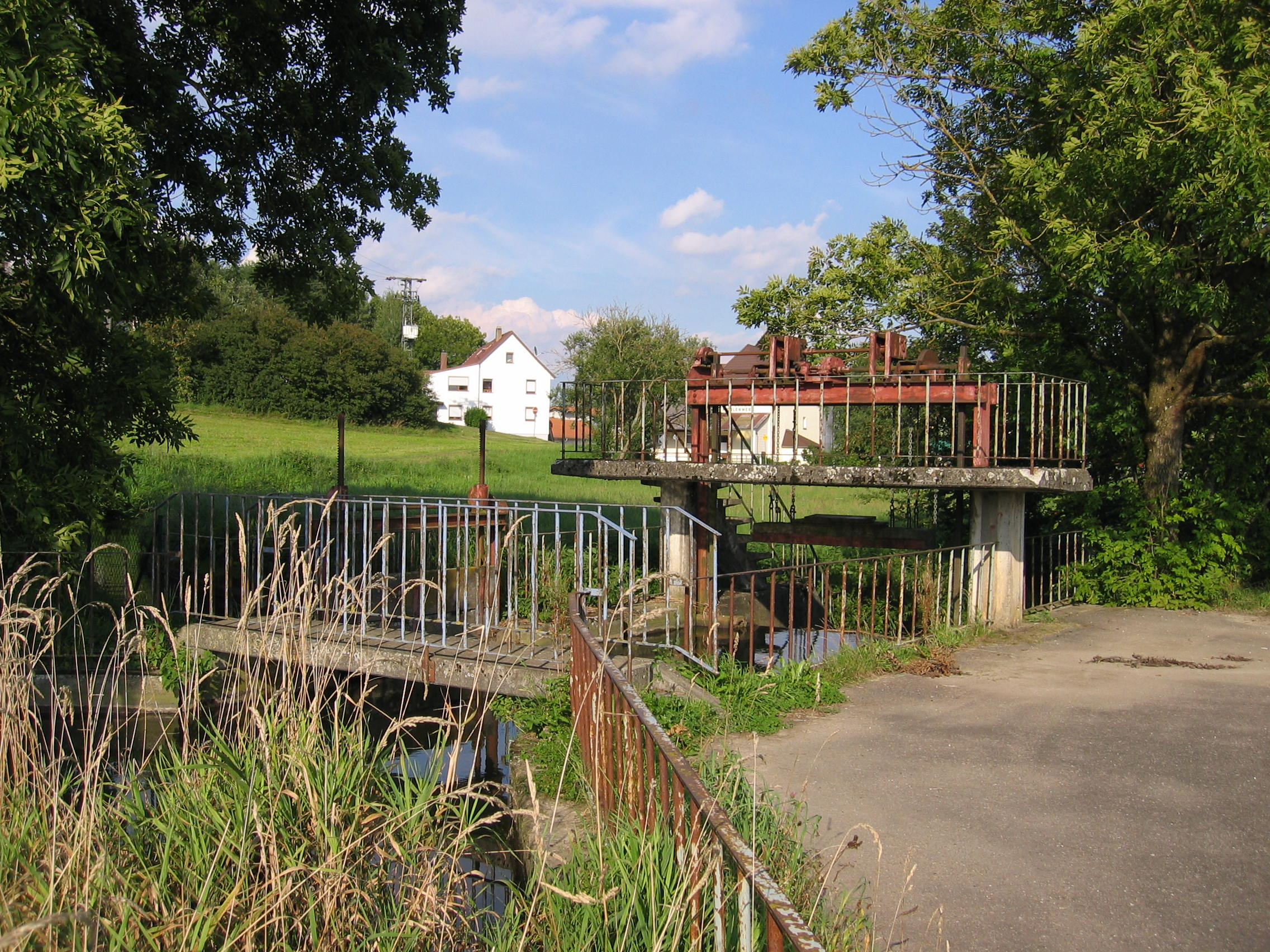
Der Fallenstock am Kehlbach bei Bittelschieß

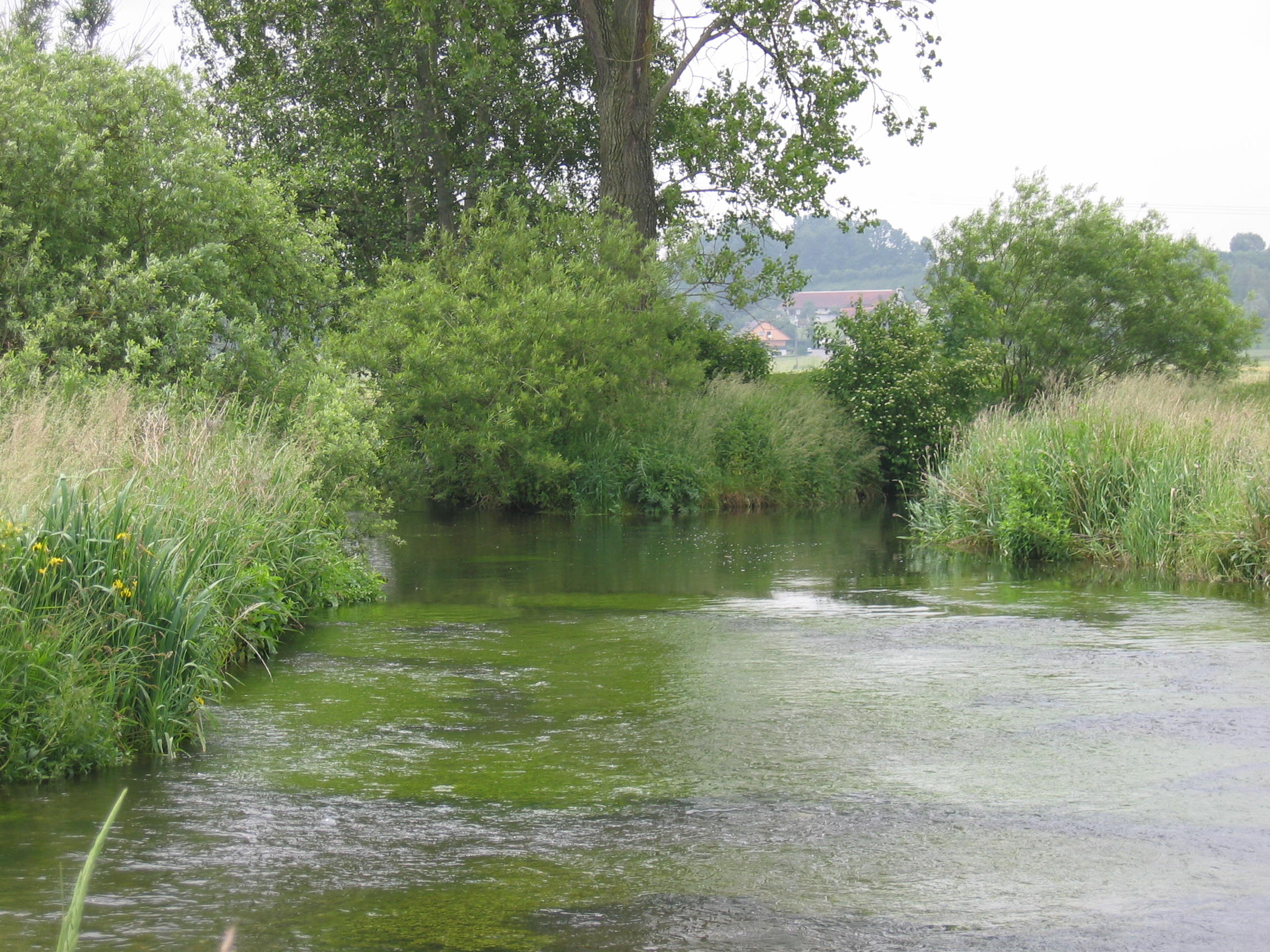
Mündung des Kehlbachs (von rechts hinten) in den Andelsbach (von links hinten, Blick bachaufwärts), im Hintergrund Ettisweiler

Hinter Litzelbach mündet der Burraubach, ein linksseitiger Nebenfluss, ein. Der Kehlbach fließt durch Otterswang und passiert im Anschluss Bittelschieß. Zwischen Bittelschieß und Krauchenwies mündet der Kehlbach in den Andelsbach.

### Einzugsgebiet
Der Kehlbach entwässert durch ein ab dem Mittellauf bei Pfullendorf nordwärts laufendes, breites Tal eine Fläche von 55,4 km² zum Andelsbach, der auf diesem Abschnitt in nirgends mehr als drei Kilometern östlichem Abstand durch sein eigenes Tal fast parallel läuft. Das Einzugsgebiet hat ungefähr Dreiecksform, mit einer Südwestecke dicht am Ursprung, einer Südostecke auf den Höhen südlich des Pfullendorfer Tiefentals und der Nordostecke etwas nordwestlich der Mündung auf dem Sporn zwischen den Tälern des nur noch kurzen Andelsbach-Unterlaufs und der diesen aufnehmenden Ablach. Der Kehlbach läuft darin auf größerem Maßstab ungefähr ostnordöstlich in wenig Abstand vor der Südgrenze bis an den Rand von Pfullendorf, wo er sich nach Norden kehrt, um dann nahe an der östlichen zu laufen.
Jenseits der gesamten östlichen Wasserscheide von der Mündung auf etwa 589 m ü. NHN über den Waldrücken zwischen den zwei Tälern bis hinauf zum Pfullendorfer Standortübungsplatz auf etwa 715 m ü. NHN fließt der Andelsbach meist dicht dahinter. Die anschließende südliche Wasserscheide verläuft gegen die Linzer Aach, sie erreicht kurzzeitig auf dem Berghölzle bei Aftholderberg sogar über 720 m ü. NHN, es ist die höchste Erhebung im Einzugsgebiet. Dann aber sinkt sie im Nordbogen ab, den sie um Aach-Linz herumschlägt, teilweise unter 650 m ü. NHN; dieser Abschnitt ist Teil der Europäischen Hauptwasserscheide zwischen Donau hüben und Rhein drüben.
An der langen Nordwestgrenze liegen die Höhen anfangs meist auf 680 – 660 m ü. NHN. Die Konkurrenten, die nun wieder zur Ablach ziehen, sind hier erst kürzer der Auenbach, dann länger der Ringgenbach mit seinen Oberläufen. Etwa ab dem Beginn des nördlichen Forstwaldes nördlich von Unterkappel liegen dann außen an der Grenze Einzugsgebiete kleiner Ablachzuläufe, von denen allenfalls der Gögginger Lautenbach noch zu erwähnen ist; das Terrain bleibt hier meist über 630 m ü. NHN.

### Zuflüsse und Stillgewässer
Hierarchische Liste der Zuflüsse und  Seen, jeweils von der Quelle zur Mündung. Gewässerlänge, Seefläche, Einzugsgebiet und Höhe nach den entsprechenden Layern auf der Onlinekarte der LUBW. Andere Quellen für die Angaben sind vermerkt.
Ursprung des Kehlbachs auf etwa 669 m ü. NHN etwa 0,7 km südwestlich des Weilers Rothenlachen der Gemeinde Wald. Der Bach entsteht zuallererst als westlich laufender, zentraler Entwässerungsgraben in einer feuchten Wiese am Waldrand, in den sogleich ein Doppelkamm teilweise etwas längerer Gräben einmündet. Am Waldrand kehrt er sich in einem Bogen nach rechts auf Nordostlauf und durchläuft dabei auch kurz eine Aufforstung.
- Brandwiesengraben, von links und Südwesten auf etwa 655 m ü. NHN in den Brandwiesen nördlich von Löcherberg, 0,5 km und ca. 0,4 km².[LUBW 6] Entsteht in beständigem Lauf auf etwa 661 m ü. NHN an der L 195 wenig nordwestlich von Löcherberg.
- Riedetsweiler Graben[LUBW 7], von rechts und Südsüdwesten auf etwa 650 m ü. NHN unweit des Hippetsweiler Ortseingangs der aus Wald kommenden Pfullendorfer Straße (L 212), 1,8 km und ca. 0,9 km².[LUBW 6] Entsteht auf etwa 680 m ü. NHN wenig nordöstlich von Rothenlachen neben einer kleinen Waldinsel. Im Bereich dieses Zuflusses läuft der Kehlbach fast schon östlich.
- Rothenlacher Graben[LUBW 7], von rechts und Südsüdwesten auf 641,8 m ü. NHN[LUBW 8] kehlbachabwarts vom östlich vom Graben passierten Riedetsweiler, 1,9 km und ca. 2,2 km².[LUBW 6] Entsteht auf etwa 651 m ü. NHN wenig südöstlich von Riedetsweiler an einem Waldstreifen.
  - Degeswiesengraben, von links und Südsüdwesten auf etwa 650 m ü. NHN wenig östlich und unterhalb von Riedetsweiler, 0,4 km und wenig über 0,1 km².[LUBW 6] Entsteht auf etwa 651 m ü. NHN unweit der Quelle des Rothenlacher Grabens und hat einen nur kurzen Zufluss aus Riedetsweiler.
- Passiert auf etwa 628 bis 622 m ü. NHN den Kiesweiher[3] im sogenannten Seepark Linzgau am westlichen Siedlungsrand von Pfullendorf, 21,5 ha. In etwas Abstand liegt weiter im Süden jenseits der L 194 ein 28,9 ha großer zweiter Baggersee mit noch starkem Abbaubetrieb.
Neben dem Kiesweiher biegt der Kehlbach nach links auf Nordkurs.
- Stadtbach von Pfullendorf, von rechts und Südosten auf etwa 621 m ü. NHN gleich nach dem Kiesweiher an der Kläranlage von Pfullendorf, 3,6 km und ca. 6,0 km².[LUBW 6] Entsteht auf etwa 658 m ü. NHN im Tiefental am südlichen Weichbildrand der Stadt.
Ab hier Nordlauf des Kehlbachs.
- Bethlehemer Graben, von links und Südwesten auf etwa 613 m ü. NHN östlich von Litzelbach, 2,9 km und ca. 2,1 km².[LUBW 6] Entsteht auf etwa 659 m ü. NHN westlich des Pfullendorfer Gehöfts Bethlehem.
  -  Passiert auf etwa 642 m ü. NHN einen Teich rechts am Ufer beim Eintritt in den Wald an der Gauchhalde, unter 0,1 ha.
  - „Wolfsbrunnen“, von rechts und Südsüdwestenen auf etwa 624 m ü. NHN am Rand des Bannholzes südlich von Litzelbach, 0,7 km und ca. 0,6 km².[LUBW 6] Entsteht auf über 645 m ü. NHN zwischen den nördlich laufenden Waldrücken Zimmerplatz im Westen und dem Bannholz im Osten.
    -  Entwässert auf etwa 633 m ü. NHN einen Teich unweit rechts, durch den sein ähnlich kurzer rechter Oberlauf zufließt, über 0,2 ha.
- Burraubach, von links und Westen auf 611,6 m ü. NHN[LUBW 8] nordöstlich von Litzelbach, 5,7 km und 9,9 km². Entsteht auf etwa 657 m ü. NHN im südöstlichen Langenmoos rund 1 km westlich der Ortsmitte von Wald.
    Zuflüsse und Stillgewässer im zugehörigen Teilflusssystem siehe im Artikel.
- Riedlebach, von links und insgesamt Westen auf etwa 611 m ü. NHN kurz vor Otterswang, 4,1 km und 4,3 km². Entsteht auf über 660 m ü. NHN südlich des Siedlungsplatzes Oberkappel des Walder Dorfes Kappel.
  - Beugenhaugraben, von links und Nordwesten auf über 635 m ü. NHN am Ostrand von Kappel selbst, 1,4 km und ca. 1,0 km².[LUBW 6] Entsteht auf fast 650 m ü. NHN in der Waldmulde Beugenhau.
- Eichhölzlegraben, von rechts und Südosten auf etwa 610 m ü. NHN gegenüber dem südlichen Otterswang, 2,4 km und 3,6 km². Entsteht auf etwa 647 m ü. NHN im Wald Neidling.
  -  Durchfließt auf unter 620 m ü. NHN einen Teich kurz nach dem Waldaustritt, 0,3 ha.
- Walder Berggraben, von links und Nordwesten auf etwa 599 m ü. NHN gegenüber dem Pfullendorfer Weiler Weihwang, 1,1 km und ca. 3,0 km².[LUBW 6] Entsteht auf etwa 624 m ü. NHN in einer Seitenaue zwischen dem Sporn Walder Berg zur Kehlbachmulde und dem Gewann Eichholz.
  -  Am Nordwestrand des Einzugsgebietes liegen in der Kiesgrube Krauchenwies-Göggingen auf etwa 624–630 m ü. NHN zwei Baggerseen, 1,6 ha und 0,6 ha.
- Weihwanger Graben, von rechts und Südosten auf etwa 598 m ü. NHN zwischen dem Pfullendorfer Weiler Weihwang und der abwärtigen Straßenbrücke der K 8273, 1,4 km und 2,1 km². Entsteht auf etwa 615 m ü. NHN in der Waldbucht Hasentränke östlich der Kiesgrube Pfullendorf-Weihwang.
An diesem Zufluss tritt der Kehlbach in die Gemarkung der Gemeinde Krauchenwies ein.
- →← (Abgang und Rücklauf eines Mühlkanals), nach und von links auf einer Höhe von über bzw. um 590 m ü. NHN bei einem alten Mühlenplatz von Bittelschieß am Eintritt in die Andelsbach-Aue, etwas über 0,2 km.

Mündung des Kehlbachs von links und zuletzt Südsüdwesten auf 587,5 m ü. NHN ungefähr einen Kilometer nördlich des auf dem Talsporn stehenden Ettisweiler und wenig oberhalb der Straßenbrücke der L 456 von Pfullendorf nach Krauchenwies über diesen in unteren den Andelsbach. Der Kehlbach ist 16 km lang und hat ein 55,4 km² großes Einzugsgebiet.

## Geschichte
Im Egelseemoor bei Ruhestetten fanden sich Reste von Pfahlbauten aus dem Neolithikum. Die Hünaburg, eine Ringwallanlage beim Krauchenwieser Ortsteil Bittelschieß, ist ein weiteres Zeugnis vor- und frühgeschichtlicher Siedlungsgeschichte. Sie befindet sich auf einer Anhöhe unweit der Kreisstraße 8273 bei Glashütte neben der heutigen Landesstraße 456 von Krauchenwies nach Pfullendorf. Der Burgstall Bittelschieß lag im Gewann Burgstall, das sich in den so genannten Vorderen und Hinteren Burgstall teilt, ebenfalls auf einer Anhöhe neben der heutigen Landesstraße. Die Burg lag oberhalb der heutigen Knaus-Mühle, die ein mittelalterliches Vorwerk hatte, und unweit einer weiteren Burgstelle (in älteren Karten als Ringwall bezeichnet) in der Nordostecke des Gewanns Burgstall an der Ortsverbindungsstraße nach Ablach. Das Gewann Burgstall erhebt sich zwischen 600 und 660 Meter über Normalnull linksseitig und oberhalb des Zusammenflusses von Kehlbach und Andelsbach. Die Anhöhe ist eine Kiesablagerung des mittleren Rheingletschergebietes. Durch Kiesabbau sind inzwischen beide Burgstellen zerstört worden. Rechtsseitig des Andelsbaches befindet sich in der Südwestecke des Gewanns Schlossbühl bei Krauchenwies eine weitere, als Ringwall eingetragene mittelalterliche Burgstelle.

### LUBW
Amtliche Online-Gewässerkarte mit passendem Ausschnitt und den hier benutzten Layern: Lauf und Einzugsgebiet des Kehlbachs

Allgemeiner Einstieg ohne Voreinstellungen und Layer: Daten- und Kartendienst der Landesanstalt für Umwelt Baden-Württemberg (LUBW) (Hinweise)
1. 1 2 3  Länge nach dem Layer Gewässernetz (AWGN).
2. 1 2  Einzugsgebiet aufsummiert aus den Teileinzugsgebieten nach dem Layer Basiseinzugsgebiet (AWGN).
3. ↑  Seefläche nach dem Layer Stehende Gewässer.
4. ↑  Einzugsgebiet nach dem Layer Basiseinzugsgebiet (AWGN).
5. ↑  Höhe nach dem Höhenlinienbild auf dem Hintergrundlayer Topographische Karte.
6. 1 2 3 4 5 6 7 8 9  Einzugsgebiet abgemessen auf dem Hintergrundlayer Topographische Karte.
7. 1 2  Namen von Riedetsweiler und Rothenlacher Graben nach dem Layer Gewässernetz (AWGN) des Online-Kartenservers der LUBW. In Ansehung der Lage der Läufe zu den eponymen Siedlungsorten könnten sie verwechselt worden sein.
8. 1 2 3  Höhe nach grauer Beschriftung auf dem Hintergrundlayer Topographische Karte.

### Andere Belege
1. ↑  Friedrich Huttenlocher: Geographische Landesaufnahme: Die naturräumlichen Einheiten auf Blatt 178 Sigmaringen. Bundesanstalt für Landeskunde, Bad Godesberg 1959. → Online-Karte (PDF; 4,3 MB)
2. ↑  Alfred G. Benzing: Geographische Landesaufnahme: Die naturräumlichen Einheiten auf Blatt 186 Konstanz. Bundesanstalt für Landeskunde, Bad Godesberg 1964. → Online-Karte (PDF; 4,1 MB)
3. ↑  Name erschlossen aus dem der am Ufer laufenden Straße Zum Kiesweiher